# Phryssonotus cubanus
Phryssonotus cubanus är en mångfotingart som först beskrevs av Filippo Silvestri 1948.  Phryssonotus cubanus ingår i släktet Phryssonotus och familjen Synxenidae. Inga underarter finns listade i Catalogue of Life.